# Fafnir (Marvel Comics)
Fafnir es un personaje ficticio que aparece en los cómics estadounidenses publicados por Marvel Comics.

## Historial de publicaciones
Fafnir aparece por primera vez en el título Thor # 134 (noviembre de 1966), y fue creado por Stan Lee y Jack Kirby.
Basado en Fafnir de la mitología nórdica, Fafnir apareció por primera vez en una historia de respaldo de dos partes en Thor # 134-135 (noviembre-diciembre de 1966). El personaje no apareció nuevamente en la continuidad de Marvel hasta Thor # 318 (abril de 1982), y finalmente fue asesinado en una historia en Thor # 341-343 (marzo-mayo de 1984). Fafnir regresó de los muertos (conocido como el Rey Fafnir de Nastrond) en Thor # 486-488 (mayo-julio de 1995).

## Biografía
Fafnir se encuentra por primera vez en la apariencia de un anciano por el guerrero Volstagg, quien con sus compañeros está explorando el reino en ruinas de Nastrond, un reino extradimensional en el continente de Asgard. Fafnir explica que era el rey de Nastrond, y que el rey de los dioses nórdicos, Odin destruyó Nastrond debido a la naturaleza malvada de su gente. El propio Fafnir fue dejado morir en un páramo arruinado, pero sobrevive bebiendo de un charco de agua con propiedades mágicas. El agua, sin embargo, transforma a Fafnir en un enorme dragón. Sabiendo que Volstagg y sus aliados fueron enviados por Odin, Fafnir usa el poder de la ilusión y tiene la intención de devorar a los asgardianos. El hijo de Odin, Thor, sin embargo, derrota a Fafnir al conducir al dragón a un abismo usando su rayo, después de lo cual libera a Volstagg.
Fafnir reaparece cuando el hermanastro y enemigo de Thor, Loki envía al dragón a la Tierra para matar al dios del trueno. Thor, sin embargo, usa su martillo místico Mjolnir para mantener a Fafnir a raya hasta que Odín interviene y destierra al antiguo rey a las ruinas de Nastrond. Fafnir finalmente regresa a la Tierra, destruye varios edificios abandonados en la ciudad de Nueva York y lucha contra la Guardia Nacional. Thor y Elif, el anciano jefe y último sobreviviente de una colonia vikinga perdida, armados con una lanza bendecida por Odin, llegan a la batalla. Están casi derrotados, pero Elif renuncia a su vida para clavar la lanza en Fafnir, y Thor lo martilla todo el tiempo, matando a Fafnir. Thor le da a Elif un noble funeral vikingo quemando el cuerpo de Fafnir encima de su cadáver.
Fafnir fue liberado de Hel junto a la Serpiente de Midgard, Fafnir de Jotunheim (un gigante de las heladas), Níðhöggr, Farsung el Encantador, un Gigante de Hielo y dos Enanos de Hielo por Kurse para luchar contra Thor y Lady Sif. La amenaza de estas entidades se detiene cuando Thor acepta ir voluntariamente al reino de Hel.
Fafnir más tarde reaparece en la serie limitada Avengers Prime de 2011 después de la historia de Siege como, al principio, un adversario luego aliado de Thor, Tony Stark y Steve Rogers con varias legiones de ogros y elfos en la batalla contra una Espada Crepuscular empuñando a Hela y su ejército.

## Poderes y habilidades
Fafnir fue originalmente un hombre normal hasta que fue transformado por las propiedades de un grupo mágico en un gran dragón. Fafnir conserva su intelecto y su habla, posee fuerza sobrehumana y durabilidad, y la capacidad de respirar fuego y arrojar ilusiones.

## Otras versiones

### Fafnir de Jotunheim
Otro Fafnir apareció en el Universo Marvel. Es un Gigante de Hielo. Hermano de Fasolt y enemigo de Thor, apareció por primera vez en 1980 en Thor # 294.

### Ultimate Marvel
En The Ultimates # 12, Thor menciona brevemente a Fafnir, cuando teletransporta una bomba Chitauri a los desechos de Nastrond, que solo alberga a Fafnir el Dragón.

## En otros medios

### Televisión
- Fafnir aparece en el episodio de Avengers: Ultron Revolution, "Un Amigo en Apuros". Se muestra que está encarcelado en la prisión de Asgard. Thor mencionó a Visión que Fafnir una vez capturó a Volstagg antes de que Thor lo derrotara.